# آلوین وایکوف
آلوین وایکوف (انگلیسی: Alvin Wyckoff؛ ۳ ژوئیهٔ ۱۸۷۷ – ۳۰ ژوئیهٔ ۱۹۵۷) یک فیلم‌بردار اهل ایالات متحده آمریکا بود. وی بین سال‌های ۱۹۱۴ تا ۱۹۴۵ میلادی فعالیت می‌کرد.

## فیلم‌شناسی
- تقلب (۱۹۱۵)
- کارمن (۱۹۱۵)
- عرب (۱۹۱۵)
- مرد و زن (۱۹۱۹)
- قتل شبه عمد (۱۹۲۲)
- دنده آدام (۱۹۲۳)
- مرد (۱۹۲۴)
- قو (۱۹۲۵)